# Hibbertia

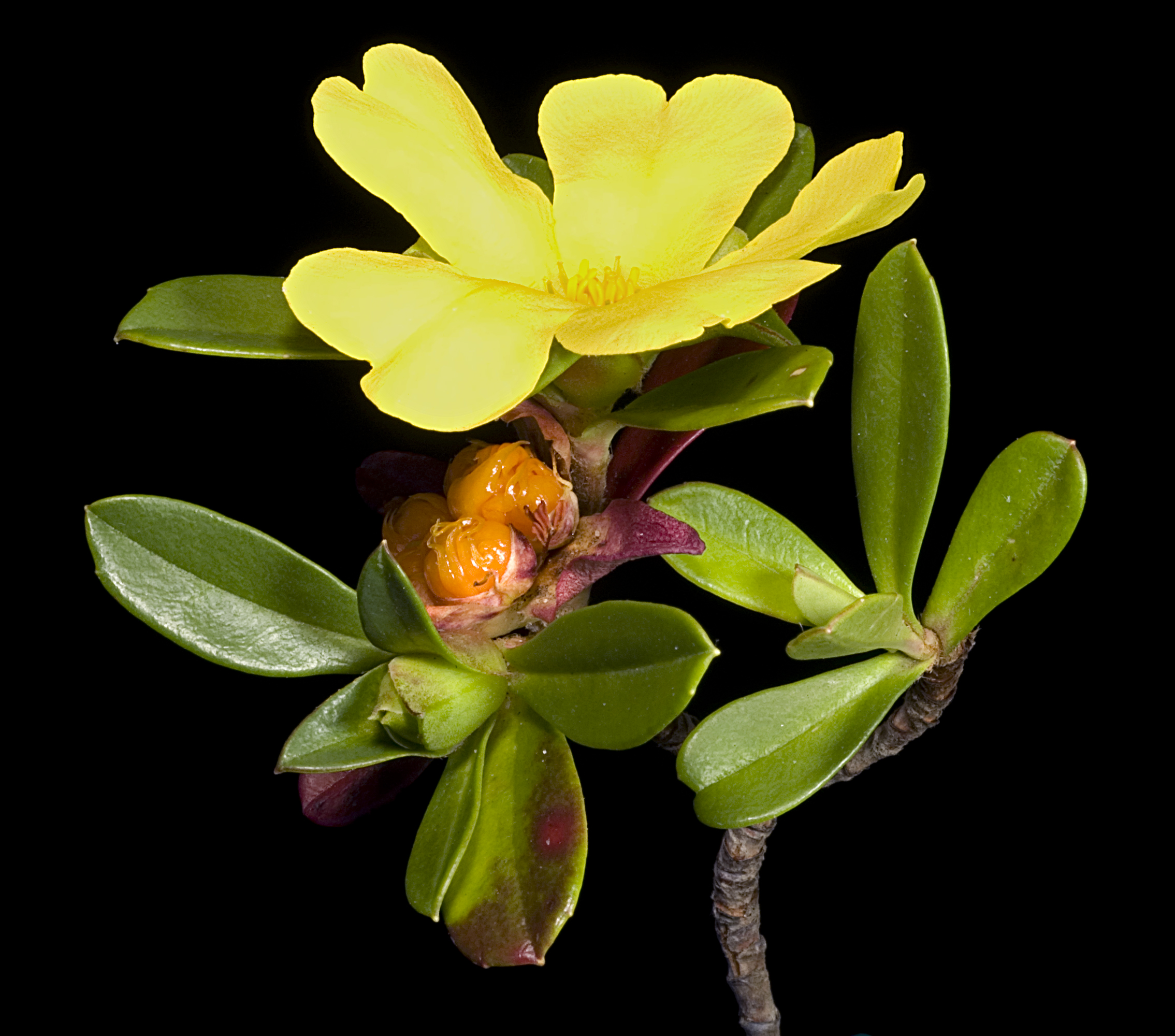
Hibbertia cuneiformis

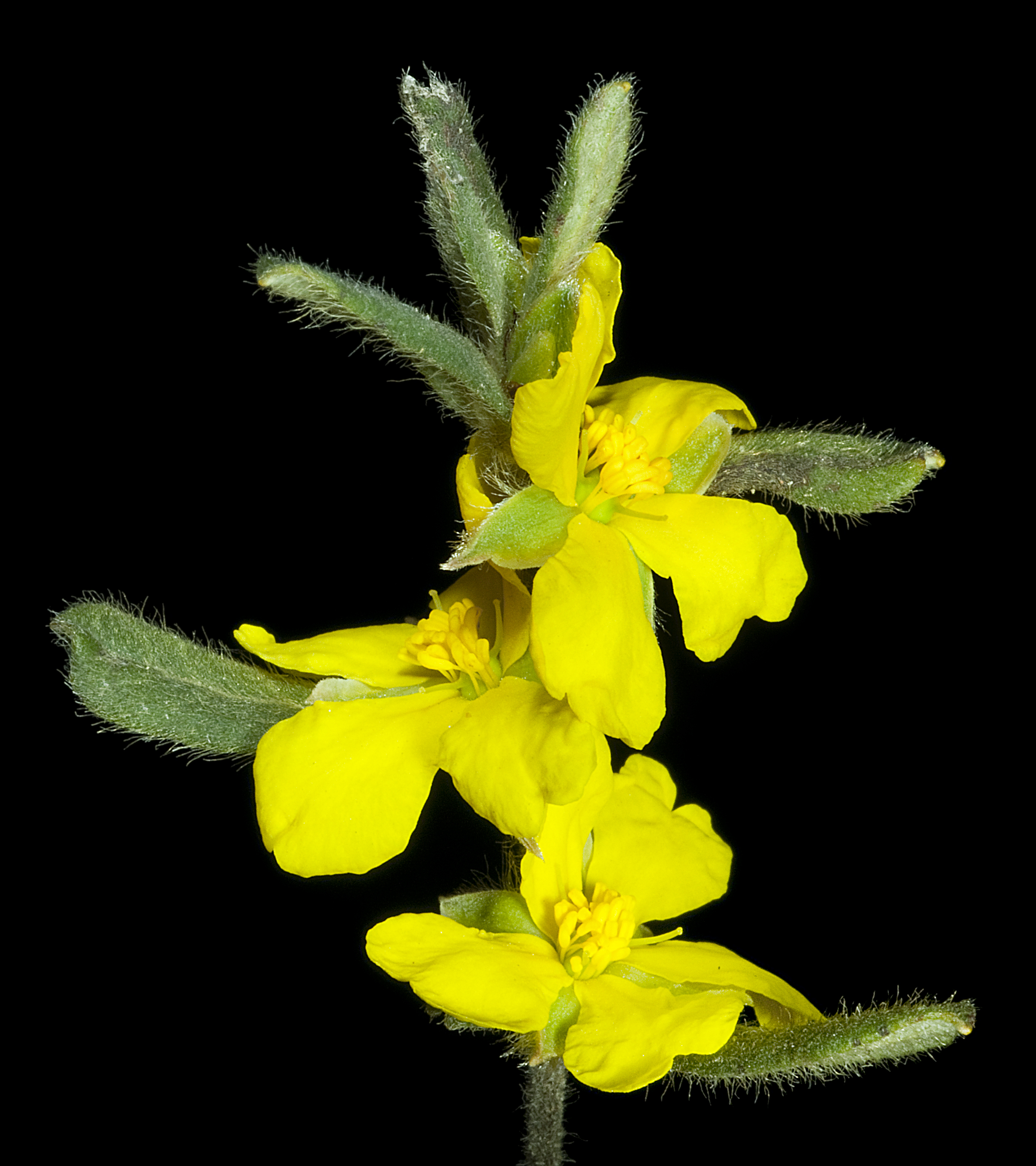
Hibbertia commutata

Hibbertia Andrews – rodzaj roślin należący do rodziny ukęślowatych (Dilleniaceae Salisb.). Obejmuje od ok. 225 do 313 gatunków. Rośliny te występują głównie w Australii, zwłaszcza zachodniej, pojedyncze obecne są na Madagaskarze, Nowej Kaledonii, Fidżi, Nowej Gwinei i w Malezji.
Niektóre gatunki uprawiane są jako ozdobne, poza Australią głównie jest to Hibbertia scandens o kwiatach osiągających 7 cm średnicy, sadzona wzdłuż ogrodzeń, a na terenach piaszczystych jako roślina okrywowa. Tylko nieliczne znoszą niewielki mróz, stąd uprawiane mogą być tylko w klimacie ciepłym (np. w Kalifornii). Inny gatunek częściej uprawiany to Hibbertia conspicua.
Nazwa naukowa upamiętnia angielskiego kupca Georga Hibberta (1757–1837), który sponsorował badania botaniczne i był właścicielem ogrodu botanicznego w Clapham.

## Morfologia

Hibbertia diamesogenos

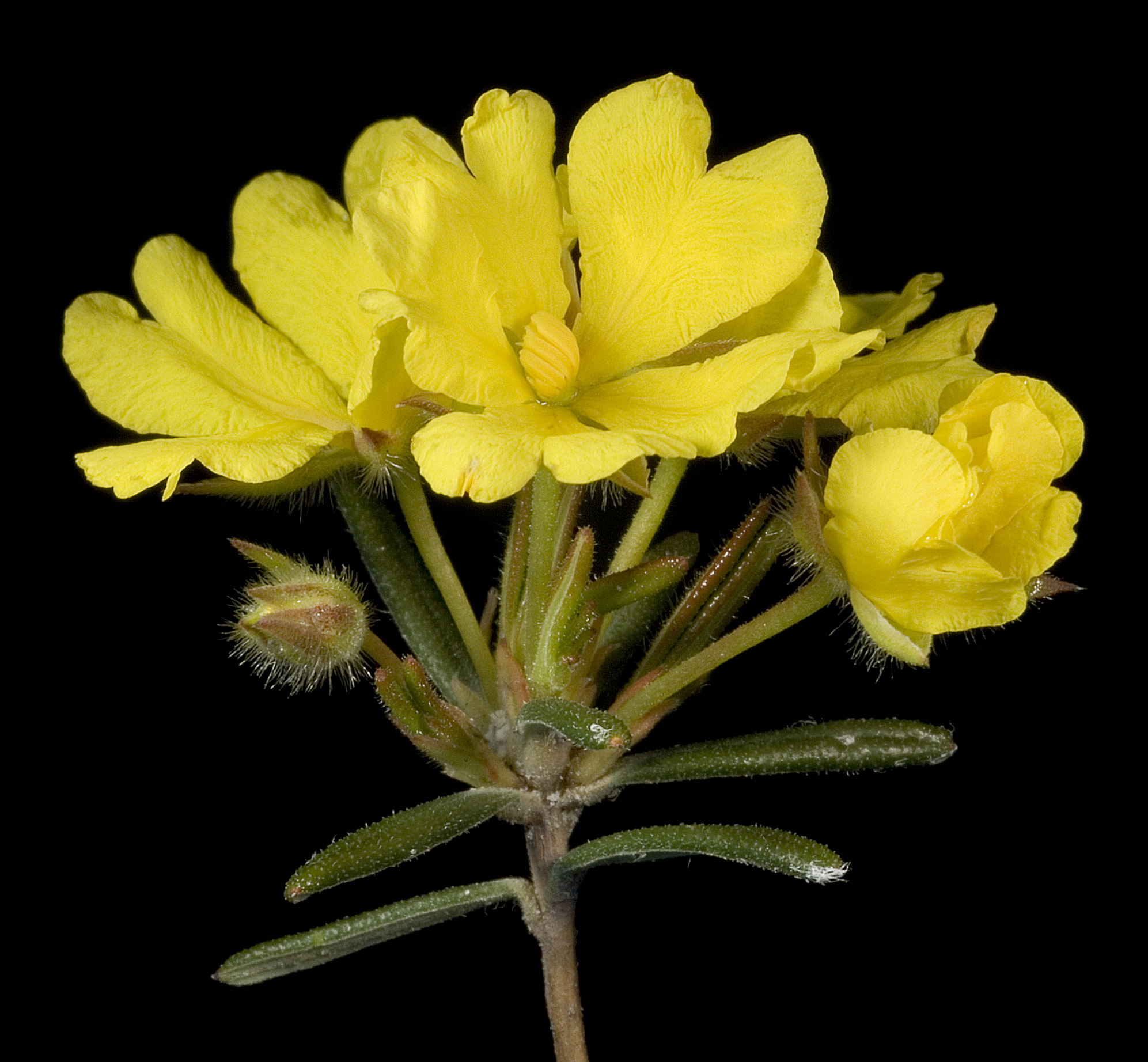
Hibbertia fasciculiflora

PokrójKrzewy, zwykle niskie i wrzosopodobne rzadziej okazałe, osiągające do 3,5 m wysokości oraz pnącza sięgające do 5 m wysokości. Czasem rośliny z pędami zmodyfikowanymi i pełniącymi funkcje asymilacyjne – z fyllokladiami, często o pędach czerwono zabarwionych, z korą łuszczącą się.
LiścieZimozielone, skrętoległe, pojedyncze, jajowate do wąskoeliptycznych.
KwiatyRozwijają się zwykle tylko na jeden, czasem dwa dni. Zwykle są żółte, rzadziej pomarańczowe lub białe. Działek kielicha jest pięć w dwóch okółkach. Płatków korony jest także pięć. Bardzo różnie rozwijają się pręciki – jest ich od jednego do ponad 200, tworzą jeden okółek lub grupują się wokół słupkowia (czasem w 15 wiązek), a u części gatunków skupione są po jednej jego stronie. Obok płodnych pręcików występują też prątniczki. Nitki pręcików (i prątniczków) są wolne lub zrastają się w różnym stopniu. Słupkowie tworzone jest przez dwa do ośmiu wolnych owocolistków, często owłosionych.
OwocePękające mieszki zawierające okazałe, brązowe nasiona, często z mięsistą osnówką.

## Systematyka

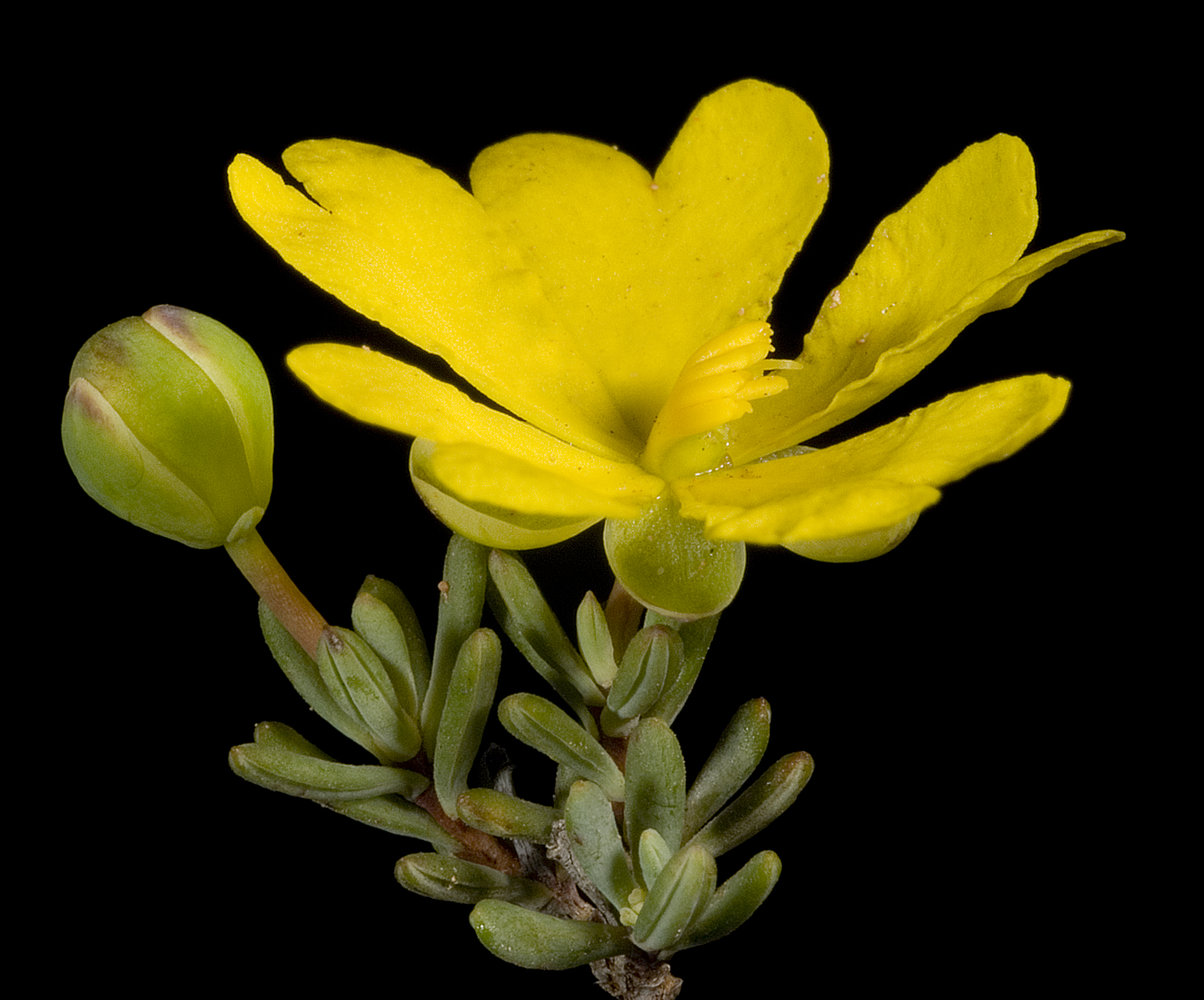
Hibbertia gracilipes

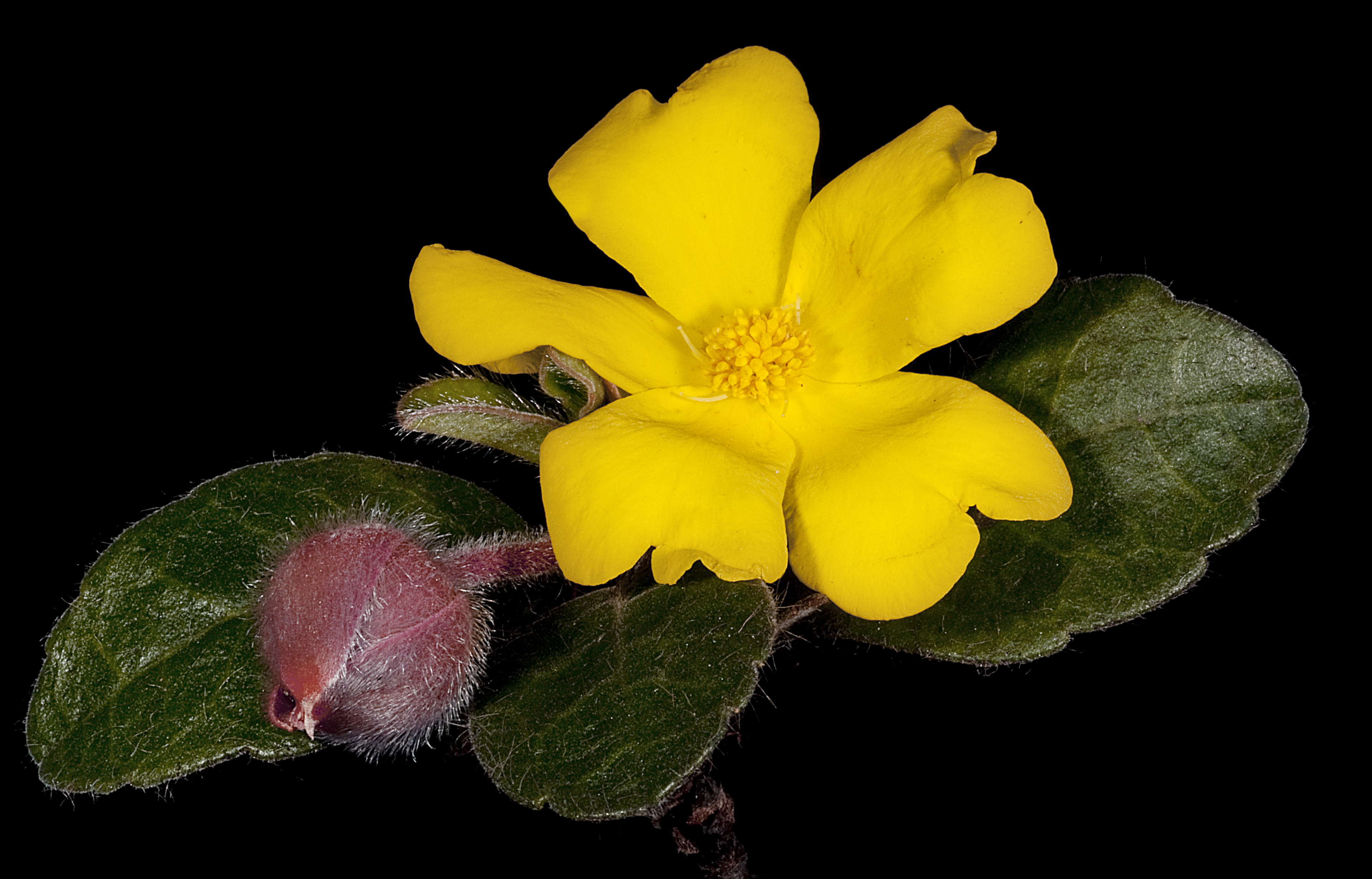
Hibbertia lasiopus

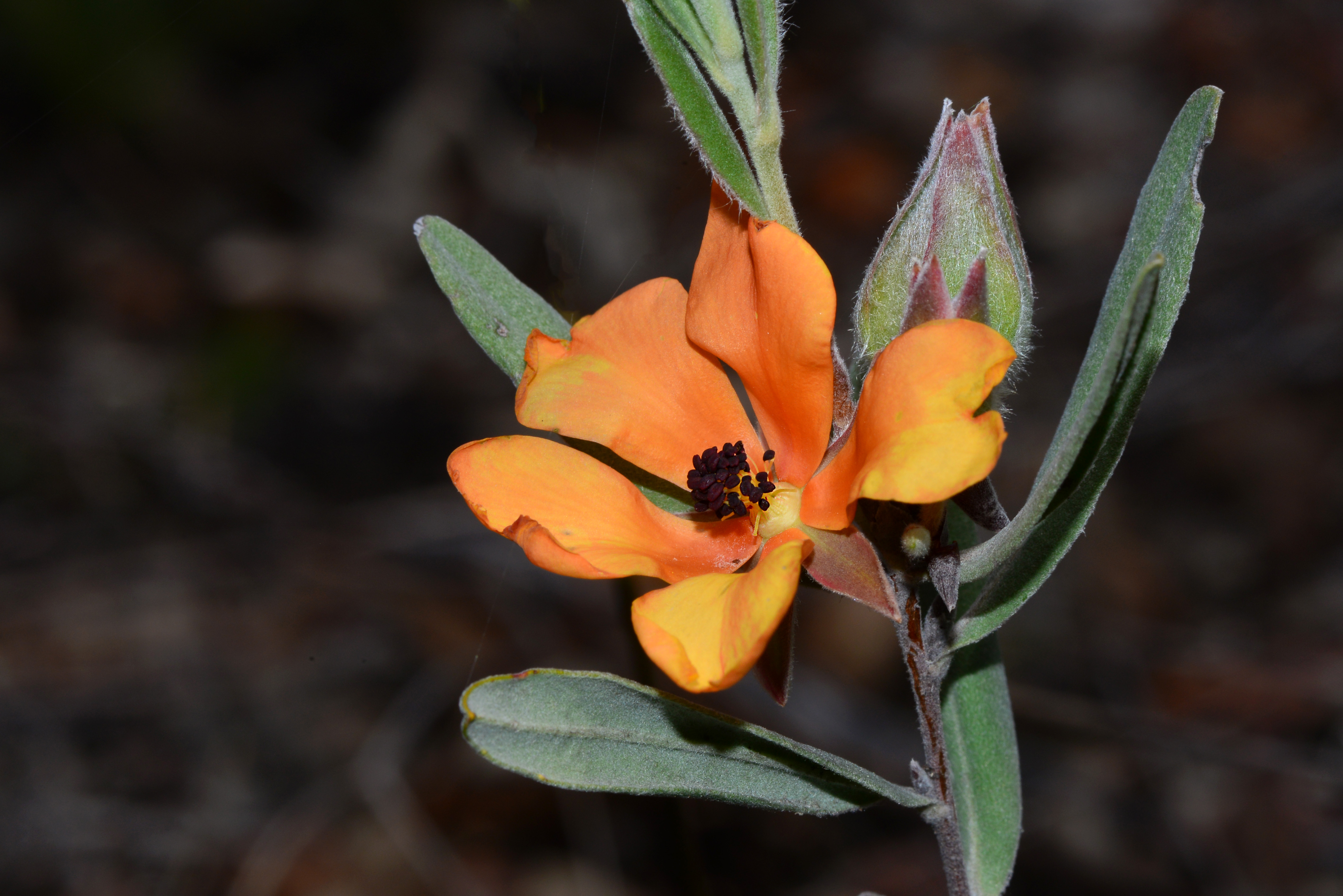
Hibbertia miniata

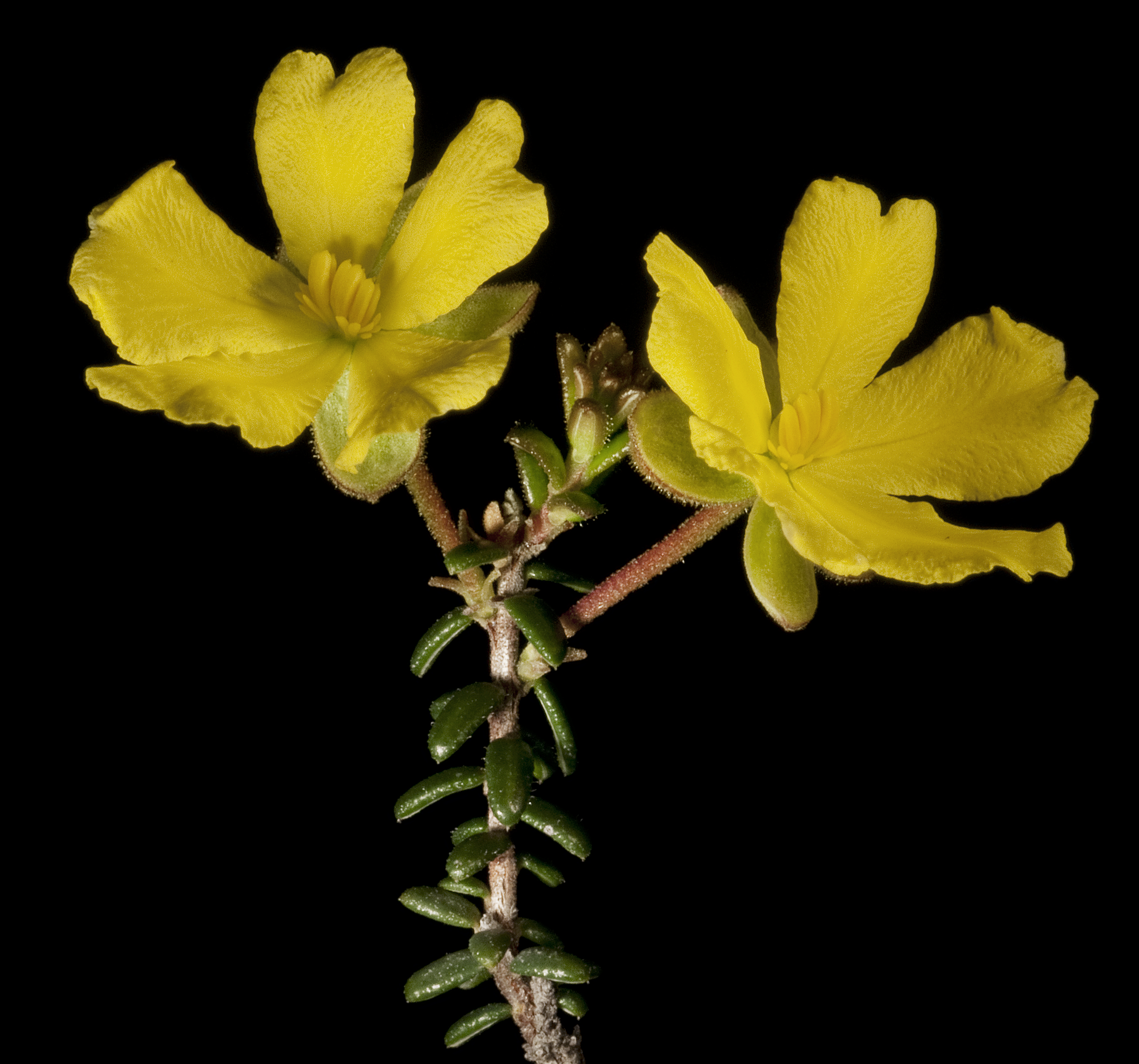
Hibbertia microphylla

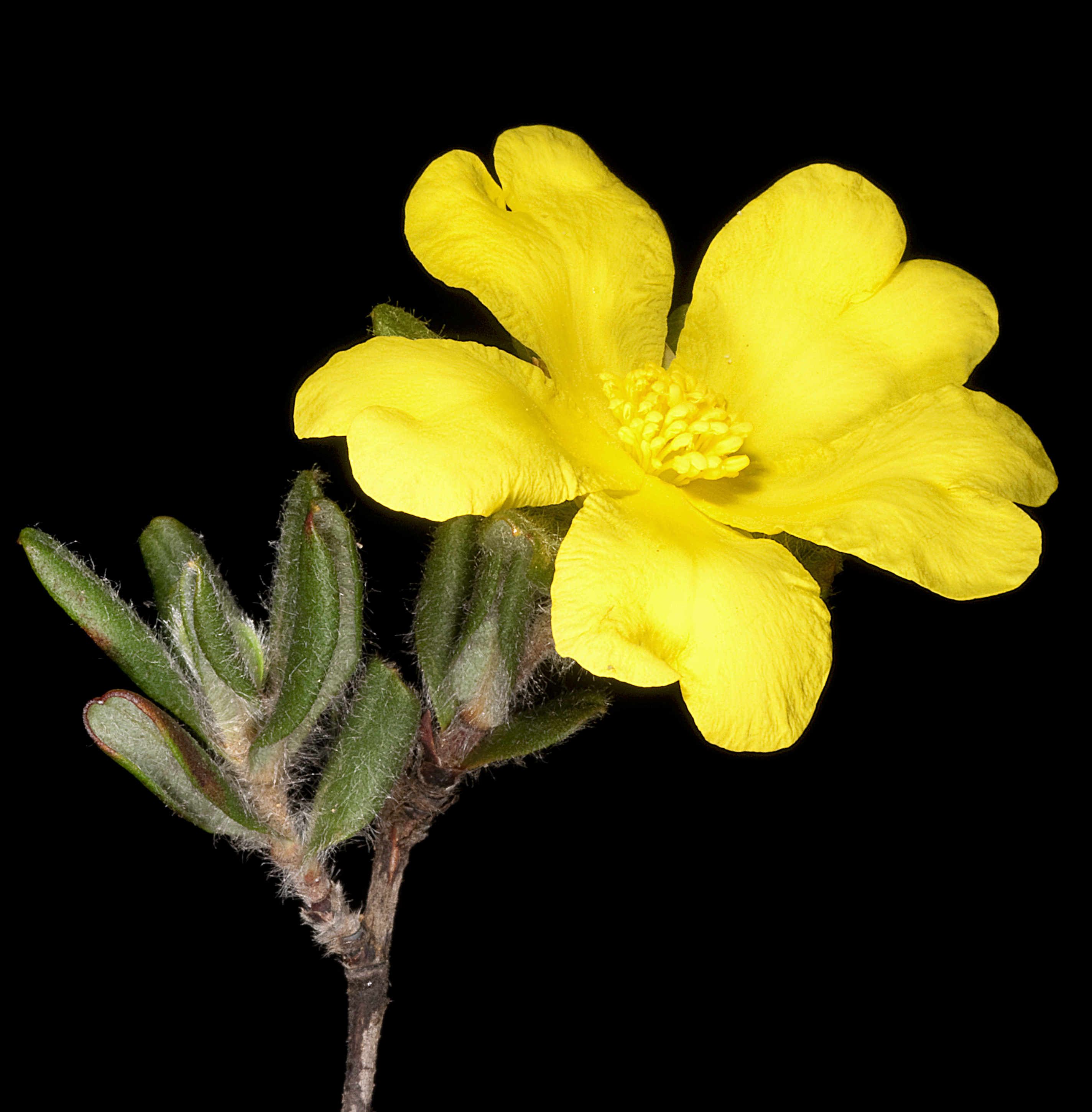
Hibbertia mylnei

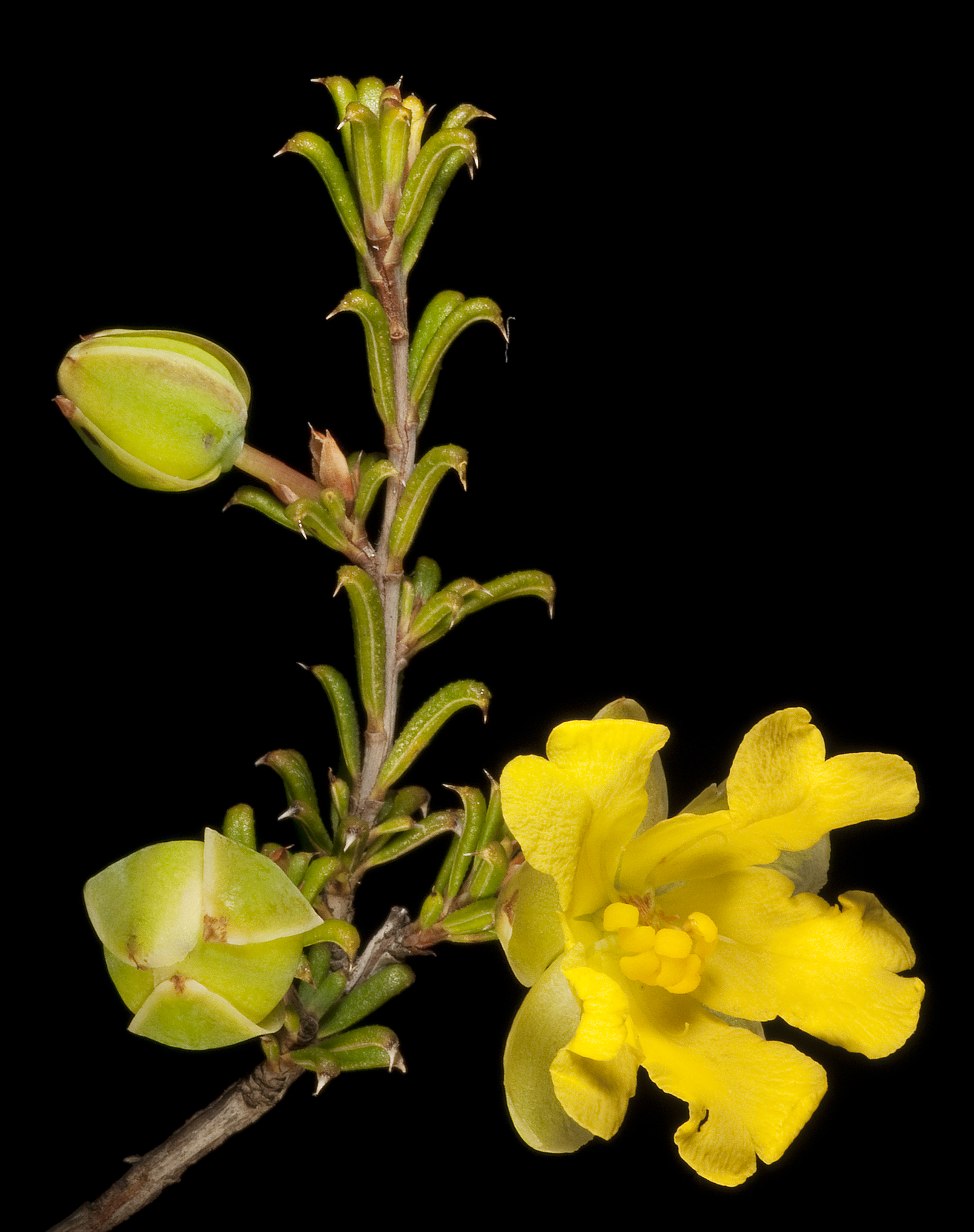
Hibbertia rostellata

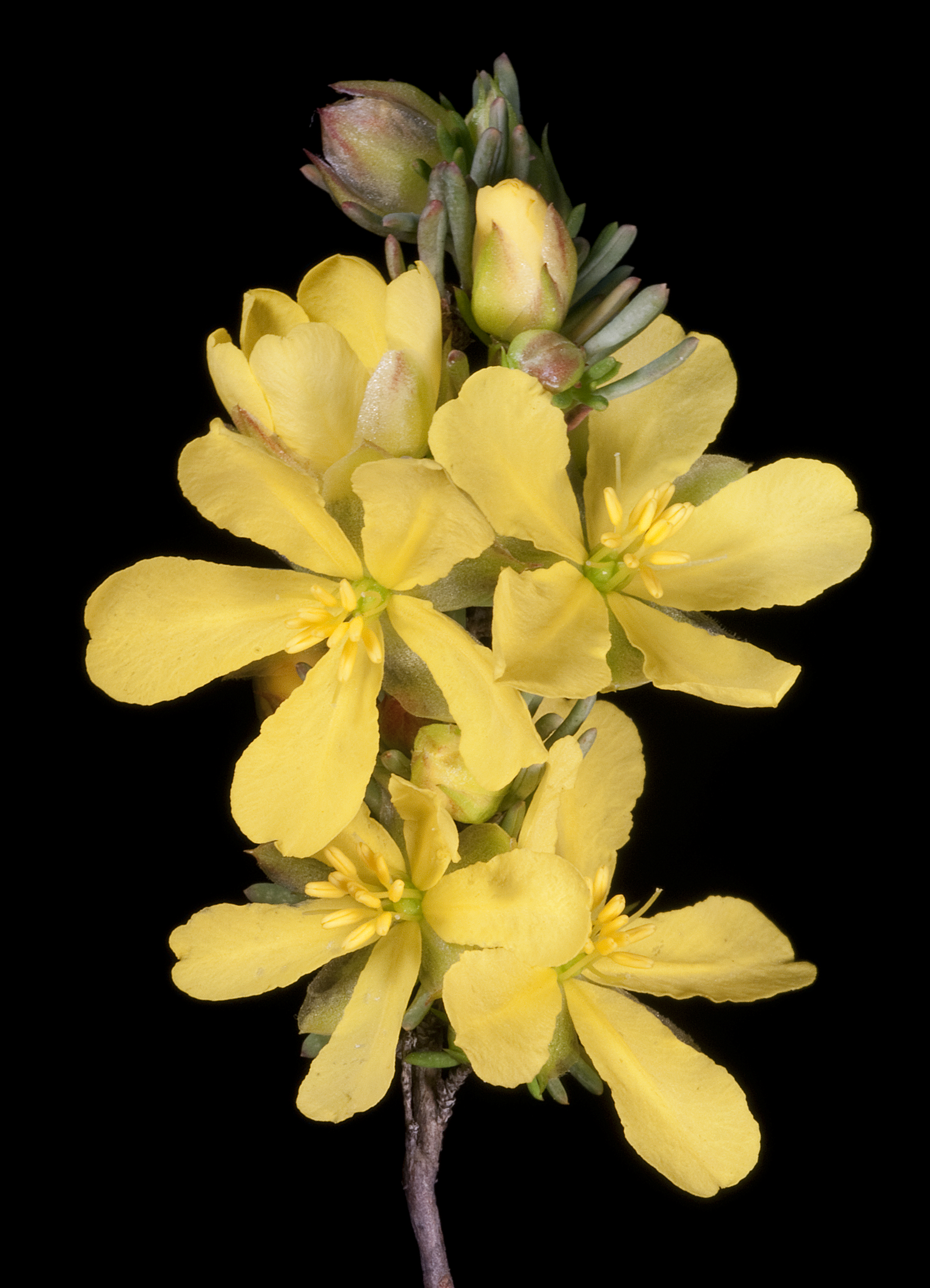
Hibbertia rupicola

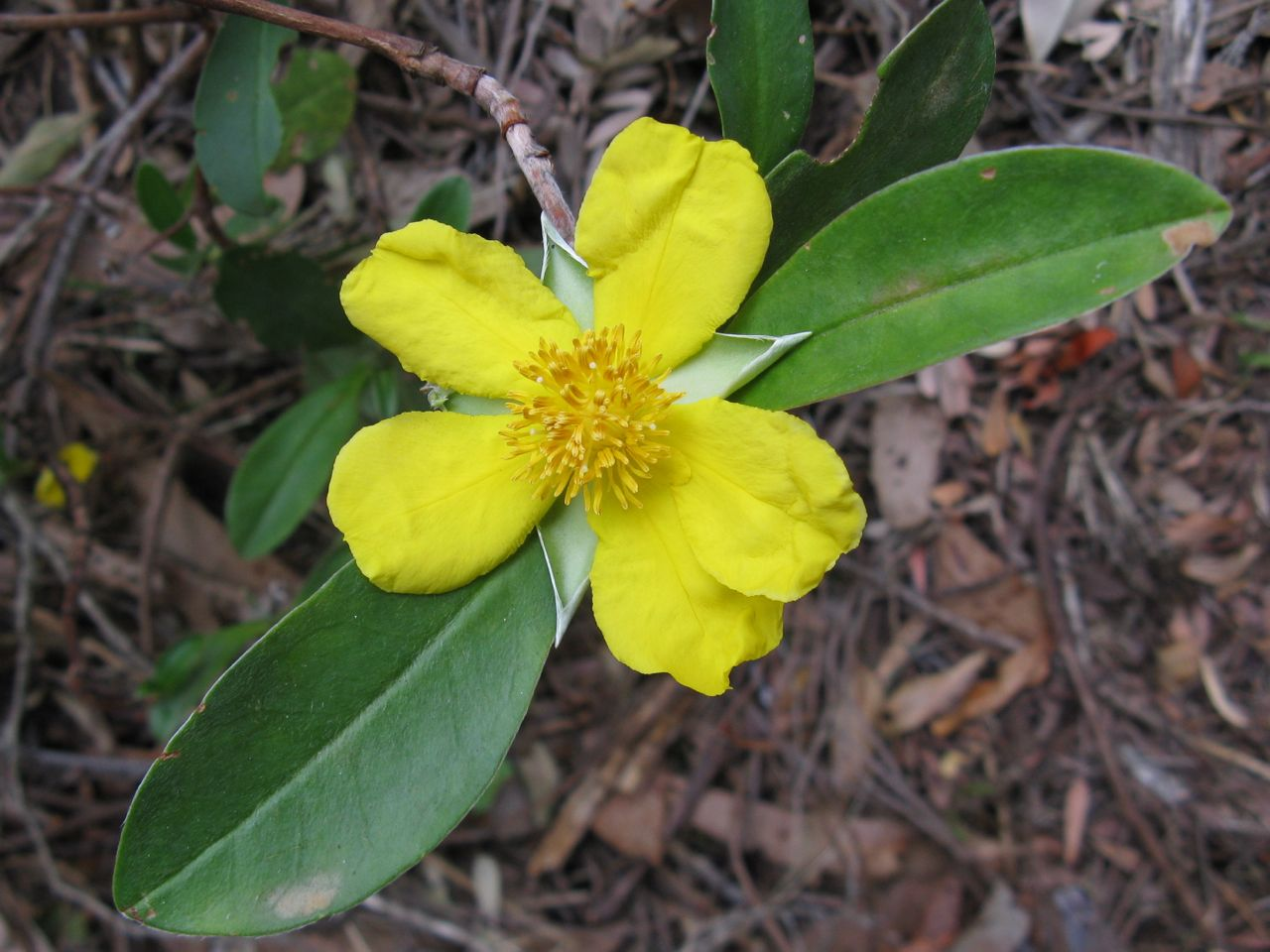
Hibbertia scandens

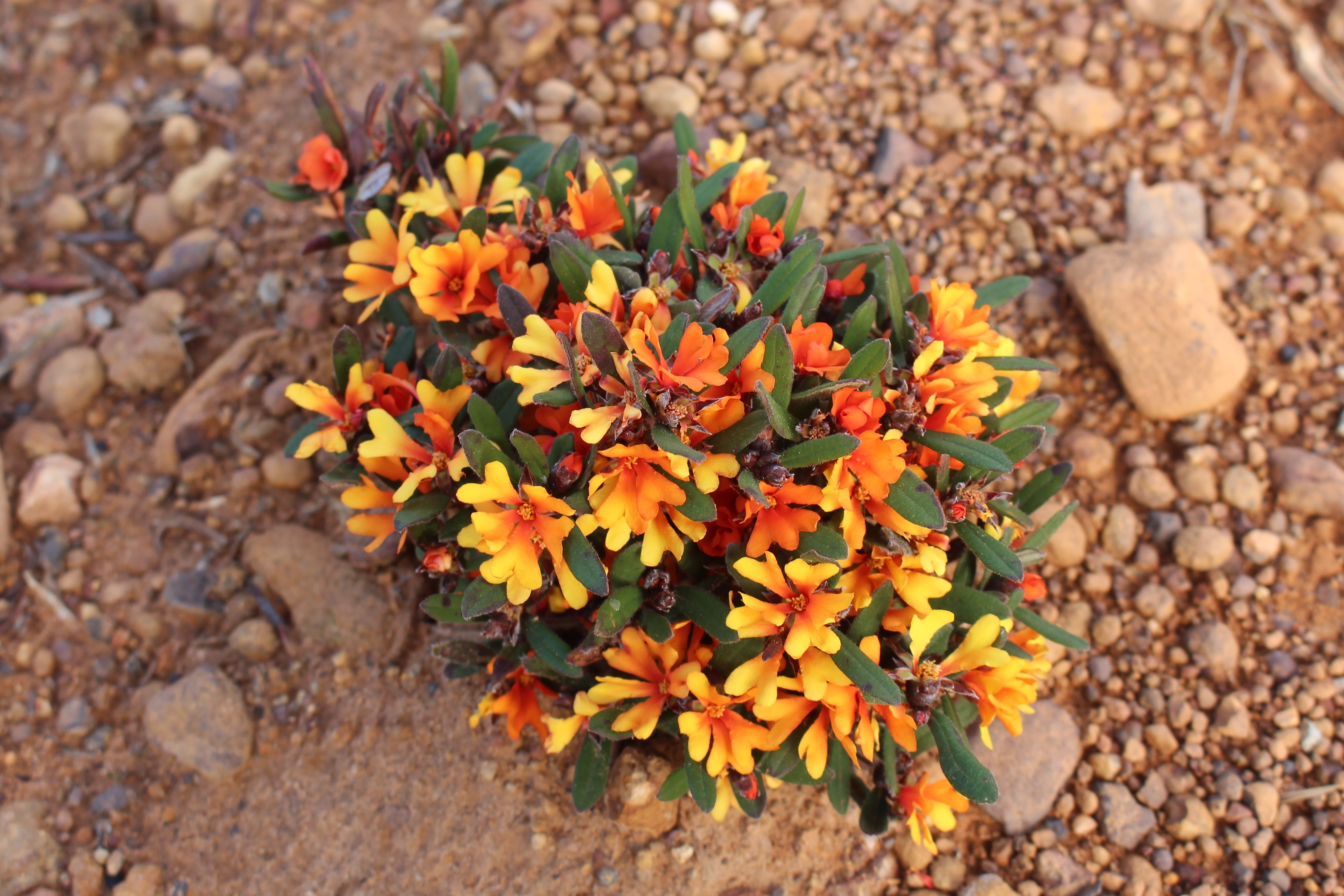
Hibbertia stellaris

Rodzaj ten należy do podrodziny Hibbertioideae J. W. Horn w obrębie rodziny ukęślowych.
Wykaz gatunków
- Hibbertia abyssus Wege & K.R.Thiele
- Hibbertia acaulothrix Toelken
- Hibbertia acerosa (R.Br. ex DC.) Benth.
- Hibbertia acicularis (Labill.) F.Muell.
- Hibbertia acrotoma K.R.Thiele
- Hibbertia acrotrichion J.R.Wheeler
- Hibbertia acuminata B.J.Conn
- Hibbertia alopecota Toelken
- Hibbertia altigena Schltr.
- Hibbertia ambita K.R.Thiele
- Hibbertia amplexicaulis Steud.
- Hibbertia ancistrophylla J.R.Wheeler
- Hibbertia ancistrotricha J.R.Wheeler
- Hibbertia andrewsiana Diels
- Hibbertia androsaemoides Domin
- Hibbertia angulata Toelken
- Hibbertia appressa Toelken
- Hibbertia araneolifera Toelken
- Hibbertia arcuata J.R.Wheeler
- Hibbertia argentea Steud.
- Hibbertia argyrochiton Toelken
- Hibbertia arnhemica S.T.Reynolds
- Hibbertia aspera DC.
- Hibbertia atrichosepala Wege & K.R.Thiele
- Hibbertia aurea Steud.
- Hibbertia auriculiflora Toelken
- Hibbertia australis N.A.Wakef.
- Hibbertia avonensis J.R.Wheeler
- Hibbertia axillaris Toelken
- Hibbertia axillibarba J.R.Wheeler
- Hibbertia banksii (R.Br. ex DC.) Benth.
- Hibbertia barrettiae K.R.Thiele
- Hibbertia basaltica A.M.Buchanan & Schah.
- Hibbertia baudouinii Brongn. & Gris
- Hibbertia bicarpellata Toelken
- Hibbertia bouletii Veillon
- Hibbertia bracteata (R.Br. ex DC.) Benth.
- Hibbertia brennanii Toelken
- Hibbertia brevipedunculata  Toelken
- Hibbertia brownii Benth.
- Hibbertia cactifolia Toelken
- Hibbertia calycina (DC.) N.A.Wakef.
- Hibbertia candicans Benth.
- Hibbertia carinata J.R.Wheeler
- Hibbertia caudice Toelken
- Hibbertia charlesii J.R.Wheeler
- Hibbertia chartacea J.R.Wheeler
- Hibbertia ciliolata Toelken
- Hibbertia cinerea (R.Br. ex DC.) Toelken
- Hibbertia circinata K.L.McDougall & G.T.Wright
- Hibbertia circularis Toelken
- Hibbertia circumdans B.J.Conn
- Hibbertia cistiflora N.A.Wakef.
- Hibbertia cistifolia R.Br. ex DC.
- Hibbertia cistoidea (Hook.) C.T.White
- Hibbertia cockertoniana K.R.Thiele
- Hibbertia coloensis Toelken
- Hibbertia commutata Steud.
- Hibbertia comptonii Baker f.
- Hibbertia concinna F.M.Bailey
- Hibbertia conspicua (J.Drumm. ex Harv.) Gilg
- Hibbertia coriacea Baill.
- Hibbertia covenyana B.J.Conn
- Hibbertia crassifolia (Turcz.) Benth.
- Hibbertia cravenii J.W.Horn
- Hibbertia crinita Toelken
- Hibbertia crispula J.M.Black
- Hibbertia cuneiformis (Labill.) Sm.
- Hibbertia cunninghamii Aiton ex Hook.
- Hibbertia cymosa S.T.Reynolds
- Hibbertia davisii K.R.Thiele
- Hibbertia dealbata (R.Br. ex DC.) Benth.
- Hibbertia decumbens Toelken
- Hibbertia demissa Toelken
- Hibbertia dentata R.Br. ex DC.
- Hibbertia depilipes K.R.Thiele
- Hibbertia deplancheana Bureau ex Guillaumin
- Hibbertia depressa Steud.
- Hibbertia desmophylla (Benth.) F.Muell.
- Hibbertia devitata Toelken
- Hibbertia diamesogenos (Steud.) J.R.Wheeler
- Hibbertia diffusa R.Br. ex DC.
- Hibbertia dilatata (Benth.) J.W.Horn
- Hibbertia dispar Toelken
- Hibbertia drummondii (Turcz.) Gilg
- Hibbertia eatoniae Diels
- Hibbertia ebracteata Bureau ex Guillaumin
- Hibbertia echiifolia R.Br. ex Benth.
- Hibbertia eciliata Toelken
- Hibbertia elata Maiden & Betche
- Hibbertia elegans K.R.Thiele
- Hibbertia emarginata Guillaumin
- Hibbertia empetrifolia (DC.) Hoogland
- Hibbertia ericifolia Hook.f.
- Hibbertia exasperata (Steud.) Briq.
- Hibbertia expansa Toelken
- Hibbertia exponens Toelken
- Hibbertia exposita Toelken
- Hibbertia extrorsa Toelken
- Hibbertia exutiacies N.A.Wakef.
- Hibbertia fasciculata R.Br. ex DC.
- Hibbertia fasciculiflora K.R.Thiele
- Hibbertia favieri Veillon
- Hibbertia ferox Jackes
- Hibbertia ferruginea J.R.Wheeler
- Hibbertia fitzgeraldensis J.R.Wheeler
- Hibbertia florida Toelken
- Hibbertia fractiflexa Toelken
- Hibbertia fruticosa Toelken
- Hibbertia fumana Sieber ex Toelken
- Hibbertia furfuracea (R.Br. ex DC.) Benth.
- Hibbertia glaberrima F.Muell.
- Hibbertia glabrisepala J.R.Wheeler
- Hibbertia glabriuscula J.R.Wheeler
- Hibbertia glebosa Toelken
- Hibbertia glomerata Benth.
- Hibbertia glomerosa (Benth.) F.Muell.
- Hibbertia goyderi F.Muell.
- Hibbertia gracilipes Benth.
- Hibbertia graniticola J.R.Wheeler
- Hibbertia grossulariifolia  (Salisb.) Salisb.
- Hibbertia guttata Toelken
- Hibbertia hamulosa J.R.Wheeler
- Hibbertia haplostemona J.W.Horn
- Hibbertia helianthemoides (Turcz.) F.Muell.
- Hibbertia hemignosta (Steud.) J.R.Wheeler
- Hibbertia hendersonii S.T.Reynolds
- Hibbertia hermanniifolia DC.
- Hibbertia heterotricha Bureau ex Guillaumin
- Hibbertia hexandra C.T.White
- Hibbertia hibbertioides (Steud.) J.R.Wheeler
- Hibbertia hirsuta Benth.
- Hibbertia hirta Toelken
- Hibbertia hirticalyx Toelken
- Hibbertia hooglandii J.R.Wheeler
- Hibbertia horricomis Toelken
- Hibbertia hortiorum K.R.Thiele
- Hibbertia huegelii (Benth.) F.Muell.
- Hibbertia humifusa F.Muell.
- Hibbertia hypericoides (DC.) Benth.
- Hibbertia improna K.R.Thiele
- Hibbertia incana (Lindl.) Toelken
- Hibbertia inclusa Benth.
- Hibbertia incompta Toelken
- Hibbertia inconspicua Ostenf.
- Hibbertia incurvata Toelken
- Hibbertia inopinata K.R.Thiele
- Hibbertia intermedia (DC.) Toelken
- Hibbertia juncea (Benth.) J.W.Horn
- Hibbertia kaputarensis B.J.Conn
- Hibbertia lanceolata Bureau ex Guillaumin
- Hibbertia lasiopus Benth.
- Hibbertia laurana S.T.Reynolds
- Hibbertia ledifolia Benth.
- Hibbertia lepidocalyx J.R.Wheeler
- Hibbertia lepidota R.Br. ex DC.
- Hibbertia leptopus Benth.
- Hibbertia leucocrossa K.R.Thiele
- Hibbertia ligulata Toelken
- Hibbertia linearis R.Br. ex DC.
- Hibbertia lineata Steud.
- Hibbertia lividula J.R.Wheeler
- Hibbertia longifolia F.Muell.
- Hibbertia lucens Brongn. & Gris ex Sebert & Pancher
- Hibbertia malacophylla Toelken
- Hibbertia malleolacea Toelken
- Hibbertia margaretiae Veillon
- Hibbertia marginata B.J.Conn
- Hibbertia marrawalina Toelken
- Hibbertia mediterranea Toelken
- Hibbertia melhanioides F.Muell.
- Hibbertia microphylla Steud.
- Hibbertia miniata C.A.Gardner
- Hibbertia mollis Toelken
- Hibbertia monogyna R.Br. ex DC.
- Hibbertia montana Steud.
- Hibbertia monticola Stanley
- Hibbertia moratii Veillon
- Hibbertia mucronata (Turcz.) Benth.
- Hibbertia muelleri Benth.
- Hibbertia mulligana S.T.Reynolds
- Hibbertia mylnei Benth.
- Hibbertia nana Däniker
- Hibbertia nemorosa Toelken
- Hibbertia nitida (R.Br. ex DC.) Benth.
- Hibbertia notabilis Toelken
- Hibbertia notibractea J.R.Wheeler
- Hibbertia nutans Benth.
- Hibbertia nymphaea Diels
- Hibbertia oblongata R.Br. ex DC.
- Hibbertia obtusibracteata Toelken
- Hibbertia obtusifolia DC.
- Hibbertia oligantha J.R.Wheeler
- Hibbertia oligocarpa Toelken
- Hibbertia oligodonta S.T.Reynolds
- Hibbertia orbicularis Toelken
- Hibbertia orientalis Toelken
- Hibbertia ovata Steud.
- Hibbertia oxycraspedota Toelken & R.T.Mill.
- Hibbertia pachynemidium Toelken
- Hibbertia pachyphylla J.R.Wheeler
- Hibbertia paeninsularis J.M.Black
- Hibbertia pallidiflora Toelken
- Hibbertia pancerea Toelken
- Hibbertia pancheri (Brongn. & Gris) Briq.
- Hibbertia papillata J.R.Wheeler
- Hibbertia patens Toelken
- Hibbertia patula Guillaumin
- Hibbertia pedunculata R.Br. ex DC.
- Hibbertia perfoliata Hügel ex Endl.
- Hibbertia persquamata Toelken
- Hibbertia pholidota S.T.Reynolds
- Hibbertia pilifera Toelken
- Hibbertia pilosa Steud.
- Hibbertia pilulis Toelken
- Hibbertia planifolia Toelken
- Hibbertia platyphylla Toelken
- Hibbertia podocarpifolia Schltr.
- Hibbertia polyancistra K.R.Thiele
- Hibbertia polystachya Benth.
- Hibbertia porcata Toelken
- Hibbertia porongurupensis J.R.Wheeler & Hoogland
- Hibbertia potentilliflora F.Muell. ex Benth.
- Hibbertia praemorsa Toelken
- Hibbertia praestans (Craven & Dunlop) J.W.Horn
- Hibbertia priceana J.R.Wheeler
- Hibbertia procumbens (Labill.) DC.
- Hibbertia propinqua K.R.Thiele
- Hibbertia psilocarpa J.R.Wheeler
- Hibbertia pubens K.R.Thiele
- Hibbertia puberula Toelken
- Hibbertia pulchella (Brongn. & Gris) Schltr.
- Hibbertia pulchra Ostenf.
- Hibbertia pungens Benth.
- Hibbertia pustulata Toelken
- Hibbertia quadricolor Domin
- Hibbertia racemosa (Endl.) Gilg
- Hibbertia reticulata Toelken
- Hibbertia rhadinopoda F.Muell.
- Hibbertia rhynchocalyx Toelken
- Hibbertia riparia (R.Br. ex DC.) Hoogland
- Hibbertia robur K.R.Thiele
- Hibbertia rostellata Turcz.
- Hibbertia rubescens Vieill. ex Guillaumin
- Hibbertia rufa N.A.Wakef.
- Hibbertia rufociliata Toelken
- Hibbertia rupicola (S.Moore) C.A.Gardner
- Hibbertia salicifolia (DC.) F.Muell.
- Hibbertia saligna R.Br. ex DC.
- Hibbertia samaria Toelken
- Hibbertia sandifordiae K.R.Thiele
- Hibbertia scabra R.Br. ex Benth.
- Hibbertia scabrifolia Toelken
- Hibbertia scandens (Willd.) Gilg
- Hibbertia scopata Toelken
- Hibbertia sejuncta K.R.Thiele & Nge
- Hibbertia selkii Keighery
- Hibbertia semipilosa K.R.Thiele
- Hibbertia sericea (R.Br. ex DC.) Benth.
- Hibbertia sericosepala K.R.Thiele
- Hibbertia serpyllifolia R.Br. ex DC.
- Hibbertia serrata Hotchk.
- Hibbertia sessiliflora Toelken
- Hibbertia setifera Toelken
- Hibbertia silvestris Diels
- Hibbertia simulans Toelken
- Hibbertia singularis Toelken
- Hibbertia solanifolia Toelken
- Hibbertia spanantha Toelken & A.F.Rob.
- Hibbertia spathulata N.A.Wakef.
- Hibbertia spectabilis K.R.Thiele
- Hibbertia sphenandra (F.Muell. & Tate) J.W.Horn
- Hibbertia spicata F.Muell.
- Hibbertia squarrosa K.R.Thiele
- Hibbertia stellaris Endl.
- Hibbertia stelligera (C.T.White) Toelken
- Hibbertia stenophylla J.R.Wheeler
- Hibbertia stichodonta Toelken
- Hibbertia stirlingii C.T.White
- Hibbertia striata (Steud.) K.R.Thiele
- Hibbertia stricta (DC.) R.Br. ex F.Muell.
- Hibbertia strigosa Toelken
- Hibbertia subvaginata (Steud.) F.Muell.
- Hibbertia suffrutescens Toelken
- Hibbertia sulcata Toelken
- Hibbertia sulcinervis Toelken
- Hibbertia superans Toelken
- Hibbertia surcularis Toelken
- Hibbertia synandra F.Muell.
- Hibbertia tenuifolia Toelken
- Hibbertia tenuis Toelken & R.J.Bates
- Hibbertia tomentosa R.Br. ex DC.
- Hibbertia tontoutensis Guillaumin
- Hibbertia torulosa Toelken
- Hibbertia trachyphylla Schltr.
- Hibbertia trichocalyx J.R.Wheeler
- Hibbertia tricornis Toelken
- Hibbertia tridentata Toelken
- Hibbertia truncata Toelken
- Hibbertia turleyana J.R.Wheeler
- Hibbertia ulicifolia (Benth.) J.R.Wheeler
- Hibbertia uncinata (Benth.) F.Muell.
- Hibbertia vaginata (Benth.) F.Muell.
- Hibbertia velutina R.Br. ex Benth.
- Hibbertia verrucosa Benth.
- Hibbertia vestita A.Cunn. ex Benth.
- Hibbertia vieillardii (Brongn. & Gris) Gilg
- Hibbertia villifera Tepper ex Toelken
- Hibbertia villosa B.J.Conn
- Hibbertia virgata R.Br. ex DC.
- Hibbertia wagapii Gilg
- Hibbertia wheelerae K.R.Thiele
- Hibbertia woronorana Toelken